# Xenopsylla davisi
Xenopsylla davisi är en loppart som beskrevs av De Meillon 1940. Xenopsylla davisi ingår i släktet Xenopsylla och familjen husloppor. Inga underarter finns listade i Catalogue of Life.